# 佐賀市立西川副小学校
佐賀市立西川副小学校（さがしりつ にしかわそえしょうがっこう）は、佐賀県佐賀市川副町大字西古賀にある市立小学校。

## 概要
歴史
1874年（明治7年）創立。数回の改組・改称を経て、現校名になったのは2007年（平成19年）。2024年（令和6年）に創立150周年を迎えた。
校章
桜の花弁を背景にして、中央に校名の頭文字「西」の文字を配している。
校歌
1974年（昭和49年）創立100周年を記念して制定。作詞は中原敏雄、作曲は真島豹吉による。歌詞は2番まであり、両番の歌詞中に校名の「西川副小学校」が登場する。
通学区域
佐賀市川副町のうち、「大字小々森、大字西古賀、大字南里」。中学校区は佐賀市立川副中学校。

## 沿革
- 1874年（明治7年）6月 - 以下の小学校3校が創立。
  - 南里に「啓蒙小学校」- 南里全村、東古賀、
  - 久町に「三省小学校」- 西古賀、鰡江、道免、鹿江
  - 道免に「九思小学校」- 久町、小々森、舟津、広江、波佐古
- 1881年（明治14年）- 米納津地区の児童が早都栄小学校へ転出。
- 1884年（明治17年）- 東古賀地区の児童が早津江小学校へ転出。
- 1886年（明治19年）- 小学校令施行により、早津江に「高等科併置 尋常盈進小学校」（尋常科4年・高等科4年）が設置され、周辺の小学校は分教場となる。
- 1887年（明治20年）- 分教場が分校となる。
- 1889年（明治22年）
  - 4月1日 - 町村制施行により、佐賀郡3村（南里、西古賀、小々森）が合併し、「西川副村」が発足。
  - この年 - 各分校が分離の上、尋常小学校として独立（「尋常南里小学校」・「尋常久町小学校」・「尋常道免小学校」）。北川副他六ヶ村組合立 川副高等小学校が設立される。
- 1892年（明治25年）10月 - 統合の上、「盈進尋常小学校」となる。 3分校（南里・久町・道免）を設置。
- 1893年（明治26年）- 道免分校を廃止。
- 1899年（明治32年）12月 - 「西川副尋常小学校」に改称。
- 1901年（明治34年）4月 - 南里分校と久町分校をそれぞれ「南里分教場」・「久町分教場」とする。
- 1908年（明治41年）4月 - 改正小学校令により、尋常科（義務教育）が4年制から6年制に変更となる。尋常科5年を新設。
- 1909年（明治42年）4月 - 尋常科6年を新設。
- 1916年（大正5年）4月1日 - 北川副他六ヶ村組合立 川副高等小学校の組合解散に伴い、高等科を併置の上、「西川副尋常高等小学校」と改称。
- 1919年（大正8年）- 農業補習学校を併置。
- 1922年（大正11年）3月 - 南里分教場と久町分教場を廃止。
- 1928年（昭和3年）11月 御大典記念として、特別教室17・普通教室2を増築。
- 1941年（昭和16年）4月1日 - 国民学校令施行により、「西川副村国民学校」と改称。尋常科を初等科に改める。
- 1947年（昭和22年）4月1日 - 学制改革が行われる。
  - 国民学校の初等科は、新制小学校「西川副村立西川副小学校」（6年制）が発足。
  - 国民学校の高等科は青年学校普通科とともに、新制中学校「西川副村立西川副中学校」に改組・改称。小学校に併設される。
- 1956年（昭和31年）9月 - 合併により「川副町立西川副小学校」に改称。
- 1958年（昭和33年）9月 - 川副町立川副中学校への統合により、川副町立西川副中学校が閉校。ただし、中学統合校舎完成までの間、「西校舎」として存続。
- 1959年（昭和34年） - 中学統合校舎の完成により、西校舎が廃止され、小学校に移管される。
- 1960年（昭和35年）5月 - 給食室を開設。
- 1964年（昭和39年）11月 - プールが完成。
- 1967年（昭和42年）8月 - 南校舎7教室と第２棟7教室を解体。
- 1968年（昭和43年）
  - 7月 - 鉄筋コンクリート造2階建て校舎（14教室）が完成。
  - 10月 - 北校舎（7教室）と講堂を解体。
- 1969年（昭和44年）11月 - 体育館が完成。
- 1971年（昭和46年）3月 - 給食センター設置に伴い、自校での調理を廃止。
- 1972年（昭和47年）9月 - 運動場北側に交通安全教育センターが完成。
- 1974年（昭和49年）10月 - 創立100周年記念式典を挙行。校旗・校歌を制定。
- 1981年（昭和56年）3月 - 鉄筋コンクリート造3階建ての管理特別教室棟が完成。
- 1983年（昭和58年）3月 - 教育碑が完成。
- 1984年（昭和59年）4月 - 運動場南側に固定遊具施設が完成。
- 1987年（昭和62年）3月 - 学校北側に学校園が完成。
- 1988年（昭和63年）6月 - 東門を移転。
- 1994年（平成6年）1月 - パソコン室を開設。
- 2000年（平成12年）9月 - 北校舎が完成。
- 2002年（平成14年）4月 - 特殊学級「みどり学級」を新設。
- 2007年（平成19年）10月1日 - 合併により、「佐賀市立西川副小学校」（現校名）に改称。
- 2010年（平成22年）7月 - 旧体育館を解体。
- 2011年（平成23年）9月 - 新体育館が完成。
- 2012年（平成24年）4月 - 特別支援学級「みどり学級」を増設。
- 2019年（令和元年）５月 - 中庭の人工芝張り替えを完了。
- 2021年（令和3年）8月 - 運動場の芝生を完全に撤去。

## 交通
最寄りの鉄道駅
- JR九州 長崎本線 「佐賀駅」

最寄りのバス停留所
- 佐賀市営バス 犬井道線「西川副小学校前」停留所

最寄りの幹線道路
- 佐賀県道30号佐賀川副線

## 周辺
- 鳳鳴乃里幼稚舎（認定こども園）
- 認定こども園さくら
- 西古賀公民館

## 参考資料
- 「川副町史 (PDF) 」（1979年（昭和54年）2月28日, 川副町）p.698～p.702 - 佐賀市ウェブサイト

## 関連事項
- 佐賀県小学校一覧